# Royal Cliff Hotels Group

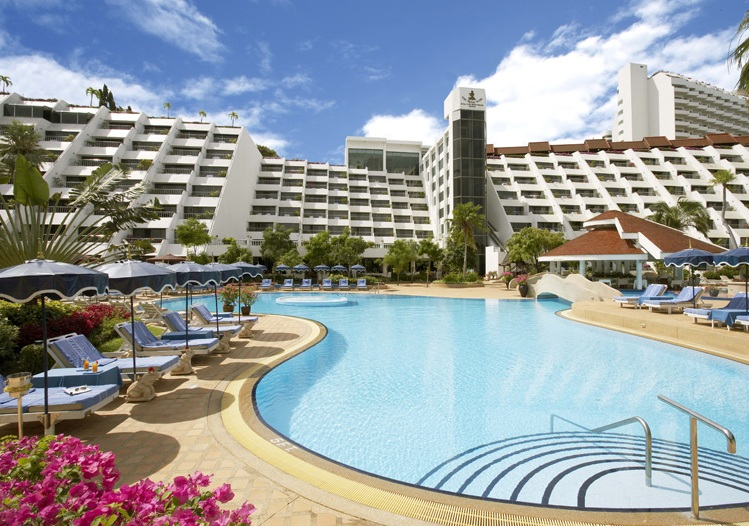
Royal Wing Suites & Spa

Das Royal Cliff Hotels Group (Thai: โรงแรมรอยัล คลิฟ บีช รีสอร์ท) ist ein luxuriöses Fünf-Sterne-Hotel in Pattaya, einem international bekannten Badeort im östlichen Teil von Zentralthailand. Es besteht aus vier unterschiedlichen Hotels und dem Veranstaltungszentrum Pattaya Exhibition and Convention Hall.

## Geologie
Das Royal Cliff Hotels Group liegt auf einer hügeligen Landzunge zwischen den beiden Stränden Süd-Pattaya (Thai: หาดพัทยาใต้) und Jomtien (Thai: หาดจอมเทียน). Es erstreckt sich über eine Fläche von 26 Hektar mit Blick auf die Ostküste des Golfs von Thailand. 

## Geschichte
Im Jahre 1973 eröffnete das Royal Cliff Beach Terrace mit 106 Zimmern. Ein Jahr später kam das Royal Cliff Beach Hotel hinzu. Während der nächsten 12 Jahre etablierten sich die beiden Hotels als Pattayas erstklassigste Unterkunft. 1986 wurde das „Royal Wing Suites & Spa“ durch seine königliche Hoheit Kronprinz Maha Vajiralongkorn eröffnet und entwickelte sich zum Aushängeschild des Resorts. erst im Jahre 1992 wurde das Resort mit dem „Royal Cliff Grand Hotel“ komplettiert und besteht bis heute in dieser Form. 
Einige Jahre später, 1999, wurden die bestehenden MICE Gegebenheiten durch den Bau des multifunktionellen Veranstaltungszentrums – PEACH – mit einer Kapazität von bis zu 8000 Personen erweitert. 
Das Royal Cliff Hotels Group war bereits Veranstaltungsort von einigen wichtigen Konferenzen der Region und auch die ASEAN Treffen werden seit Jahren hier abgehalten. Des Weiteren fanden 1991 im Resort die Kambodschanischen Friedensverhandlungen statt, 1997 die Entwürfe zur neuen Verfassung Thailands und 2003 die APEC Tourism Working Group, an der Mitglieder der Tourismusbranche aus 21 Ländern teilnahmen.
Im April 2009 musste ein ASEAN-Treffen abgebrochen und die Vertreter der ASEAN-Staaten teilweise mit dem Helikopter evakuiert werden, nachdem Hunderte von Protestierenden das Gelände und das Gebäude gestürmt hatten. Die Proteste fanden am letzten Tag des „ASEAN + 3“-Treffen statt, welches vom Auswärtigen Amt in Thailand veranstaltet wurde. Das Treffen fand so ein abruptes Ende, in den bereits vorangegangenen zwei Tagen hatten die Abgeordneten jedoch eine Vielzahl an Konferenzen abschließen können. Die Delegierten wurden aus dem Veranstaltungsort eskortiert und die Menge der Protestanten zerstreut. Es gab keine Verletzten.

## Einrichtungen, Service und Gäste
Das Royal Cliff Hotels Group besteht insgesamt aus vier Fünf-Sterne-Hotels und bietet 1090 Zimmer und Suiten an. Zum Resort gehören ebenso 11 Restaurants, 11 Bars, fünf Swimmingpools, zwei Wellnesszentren, eine Thailändische Kochschule, ein Fitnesszentrum, sieben Flutlicht-Tennisplätze, zwei Squashplätze, ein 4-Vier-Loch-Putting-Green, zwei Privatstrände, ein renommiertes Veranstaltungszentrum, drei Ballsäle, 53 Konferenzräume sowie ein privater (buchbarer) Katamaran.
In den vergangenen 30 Jahren haben diverse namhafte Prominente, Künstler, Sportler und Staatsoberhäupte das Hotel besucht.